# Perissus parvulus
Perissus parvulus är en skalbaggsart som beskrevs av Charles Joseph Gahan 1906. Perissus parvulus ingår i släktet Perissus och familjen långhorningar.
Artens utbredningsområde är Sri Lanka. Inga underarter finns listade i Catalogue of Life.